# Sonta
Sonta (srpski: Сонта, mađarski: Szond, njemački: Waldau) je mjesto u Bačkoj u Vojvodini.

## Zemljopisni položaj
Nalazi se na 45°35'40,85″ sjeverne zemljopisne širine i 19°06'52,69″ istočne zemljopisne dužine.

## Upravna organizacija
Upravno pripada zapadnobačkom okrugu, općini Apatin.
Na sjednici Skupštine općine Apatin od lipnja 2006., nakon što je bio dvije godine temom na dnevnom redu, hrvatski jezik je dobio status službenog jezika u Sonti. Dotada je samo srpski jezik imao taj status, iako su Hrvati sve vrijeme činili skoro 60 % stanovnika u Sonti.
Dana 31. siječnja 2007., apatinska općinska skupština svojim je nacionalnim manjinama (na razini Vojvodine) omogućila da u Kupusini i Sonti hrvatski i mađarski budu u upotrebi u administraciji i u školama. Isto još nije omogućeno za službena glasila. Stanje se promijenilo nešto kasnije. U cilju daljnjeg poboljšanja prava hrvatske zajednice, općinsko glasilo "Novi glas komune" je u br.6/2009. po prvi put izašao i s prilozima na hrvatskom jeziku. Do tada je jedini pokušaj izrade glasila bio list "Glas Šokadije", koji je izašao samo jednom u prosincu 2007. (projekt nije nastavljen zbog nedostatka novca).

## Ime
Prema nekim izvorima, stanovnici Sonte su podrijetlom iz Hercegovine, a u ovo selo su došli predvođeni Sondom Vidaković, od čijeg se imena izvelo današnje ime, Sonta.

## Kultura
U rimokatolika, svetac zaštitnik Sonte je sveti Lovro.
Svake godine od 1928. se početkom jeseni održava kulturna manifestacija šokačkih Hrvata "Grožđe bal".
Nešto mlađa manifestacija šokačkih Hrvata je Šokačko veče.
KPZH Šokadija iz Sonte svake godine počevši od 2007. organizira Likovnu koloniju.

## Povijest
Prvi put se spominje u 1173. pod imenom Zund kao oppidum u vrelima iz vremena kralja Bele III. Utvrđeni grad Zond je izgrađen kada i Bač.
Godine 1361. to mjesto je kupila mati kralja Ljudevita Anžuvinca Elizabeta. Pritom se spominju Mala i Velika Sonta.
Nakon Mohačke bitke stara Sonta nestaje. U to područje doseljavanju šokački Hrvati koji 9 km istočnije od mjesta stare Sonte grade novo selo. Novo selo je potopio Dunav u poplavi, pa su mještani opet napravili novo selo još 3 km istočnije. Ta Sonta je 1730. je imala pečat na šokačkom jeziku. Jednim je od najvećih šokačkih naselja u Bačkoj.
U starim ispravama Osmanskog Carstva, Sonta se spominje kao naselje s 36 rimokatoličkih obitelji. 1836. godine ima 2785 stanovnika. 1890. ima 4972 stanovnika, od čega su 3070 statistike evidentirale pod imenom Šokci, 1041 Nijemca, 838 Mađara i 23 ostalih. Kasnije, 1898., ima 4972 stanovika i 650 kuća.
Za vrijeme '20-ih godina 20. stoljeća, selo je preseljeno 3 km sjevernije od izvornog mjesta zbog velikih poplava rijeke Dunava. Godine 1961. je imala 6821 stanovnika. Bila je jednom od općina s najvećim udjelom Hrvata u Bačkoj.
Sonta je u međuratnom razdoblju bila jednim od mjesta somborskog kraja gdje je Radićev HSS imao svoje pristaše.
Od 1991. broj stanovnika opada. Struktura se promijenila u korist Srba, jer su brojni (prije svega mladi) Hrvati i Mađari izbjegli zbog straha od mobilizacije u JNA i slanja u rat protiv Hrvatske. Izbjegli su u Hrvatsku i u Mađarsku. Tih godina nacionalističke histerije i ludila, Hrvati su osjetili pogubnu mržnju donedavnih dobronamjernih susjeda i tobožnjih prijatelja iz drugoga naroda. Pretrpili su šikaniranja i maltretiranja, prijetilo im se, i fizički ih se ugrožavalo. Početak hrvatskih muka bio je upravo na proslavu župnoga blagdana sv. Lovre 1991. godine. Ta je noć bila noćna mora sonćanskim katolicima, jer su na sve strane odjekivali pucnji. Najgore je tada prošla obitelj Đurko, čiji je 40-godišnji sin Stipan nasilno u kombiju pod prijetnjom oružja odveden iz seoske gostionice u kojoj je radio. Predan je predan u Erdutu zloglasnome Arkanu i njegovim postrojbama. Đurka su ubili, a nije poznat ni točni počinitelj, ni vrijeme ni mjesto ubojstva. Ocu obitelji još su zaprijetili ubijanjem i preostalih članova obitelji, ako se još jednom dođe propitivati o sinu. Hrvatskoj, srbijanskoj i međunarodnoj javnosti slučaj Đurko ostao je nepoznat do danas, niti su udruge za ljudska prava ovome pridavale pozornosti. 
Tijekom narednih ratnih godina, nasuprot odlasku domaćih Hrvata, pristizali su brojni Srbi iz okupiranih područja Hrvatske i BiH postupno odlazili i naseljavali se u Sontu. Poslije su im se pridružili Srbi s Kosova.
Lipnja 2006. je hrvatski jezik dobio status službenog jezika u općini, pored srpskog.

## Stanovništvo
U Sonti živi 4992 stanovnika (popis 2002.) natpolovičnu većinu čine Hrvati.
Narodnosni sastav 2002.:
- Hrvati = 2966 (59,42 %)
- Srbi = 975 (19,53 %)
- Mađari = 267 (5,35 %)
- Rumunji = 211 (4,23 %)
- Romi = 138 (2,76 %)
- ostali.

### Poznate osobe
- Ruža Silađev, hrvatska književnica
- Ivan Andrašić, hrvatski književnik
- Pavao Zondi, biskup, utemeljitelj Bolonjskog kolegija
- Stipan Poturica, kantor, orguljaš
- Marica Mikrut, hrvatska književnica
- Stanko Krstin, djelatnik hrvatske zajednice, predsjednik Unije poslodavaca Vojvodine
- Stipan Mrvičin, nogometaš, nagrađivani športski djelatnik

## Povijesna naseljenost
- 1961.: 6821
- 1971.: 6508
- 1981.: 6313
- 1991.: 5990
- 2002.: 4992

## Hrvati u Sonti
Hrvati u Sonti su mahom Šokci.
Sonta danas (po stanju od 15. prosinca 2002.) daje 3 elektora u Hrvatsko nacionalno vijeće Republike Srbije.
U Sonti djeluje Kulturno prosvjetna zajednica Hrvata „Šokadija", koja svake godine, počevši od 2001. organizira manifestaciju izvornog stvarateljstva "Šokačko veče".
Sonćanski nogometni klub Dinamo je također mjestom okupljanja mjesnih Hrvata, ali i drugih naroda. I 14 godina poslije rata, zbog relikta velikosrpskog šovinizma iz devedesetih, s obzirom na to da u Dinamu igra veliki broj Hrvata, igrači su nerijetko izloženi vrijeđanjima i provokacijama, a od vrijeđanja nisu pošteđeni ni Srbi koji igraju za Dinama.

## Šport
FK Dinamo iz Sonte, koji se natječe u Međuopćinskoj nogometnoj ligi Sombor – Apatin – Odžaci – Kula.

## Vanjske poveznice
- Sonta  Arhivirana inačica izvorne stranice od 2. rujna 2007. (Wayback Machine)
- Sonta.de
- Dvorac u Sonti